# Baone
Baone (Baon o Bavon in veneto) è un comune italiano di 3 028 abitanti della provincia di Padova in Veneto.

## Geografia fisica

### Territorio

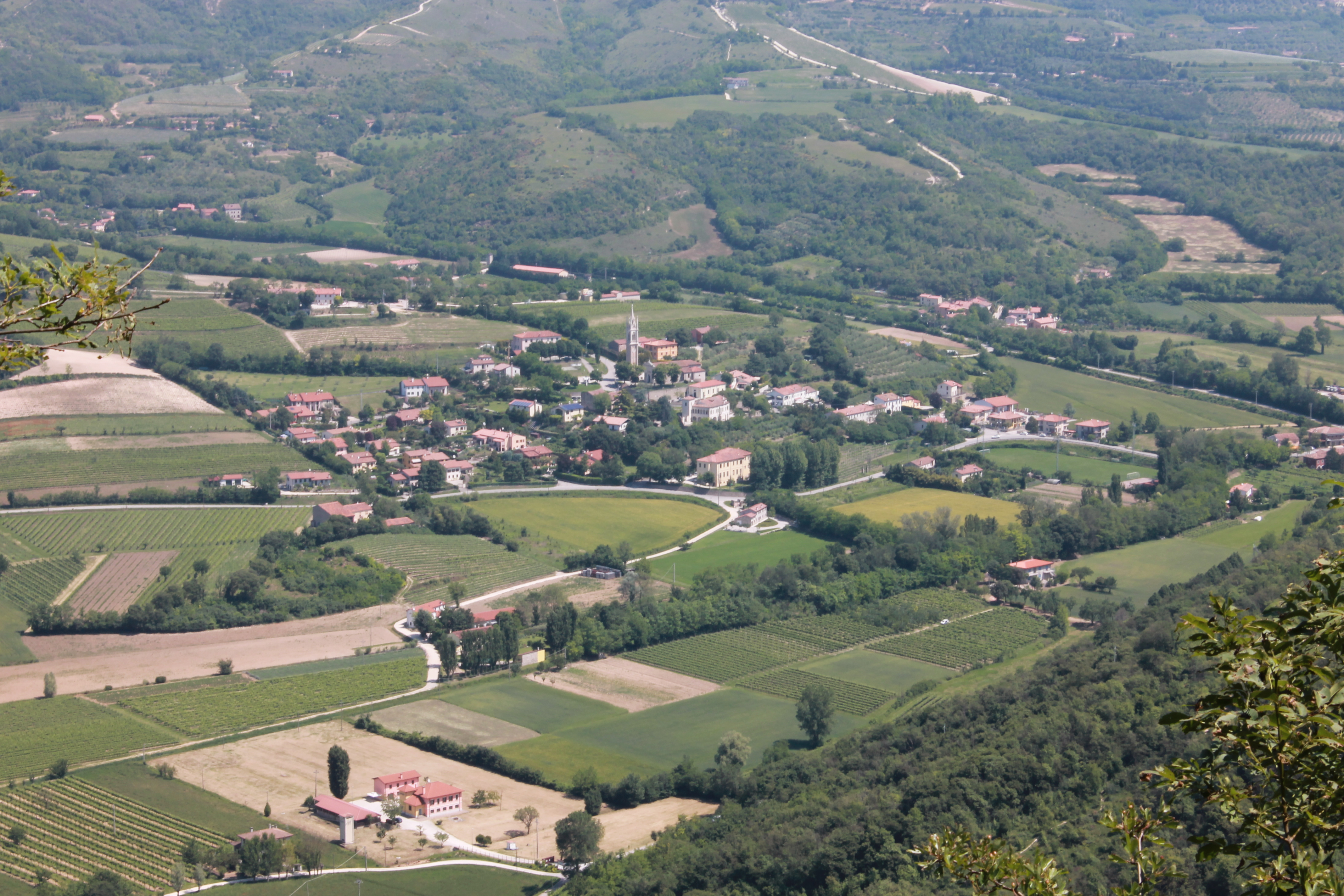
Valle San Giorgio

È situato nel versante meridionale dei Colli Euganei.
Il territorio è prevalentemente collinare ed è interamente incluso nel Parco Regionale dei Colli Euganei.

## Storia
Le prime notizie di Baone e Calaone risalgono rispettivamente al 1077 e al 1079, mentre dal XII e XIII secolo è documentata la presenza di fortificazioni sui monti Cero, Castello, Murale, sul monte di Baone e sul monte Buso.
Calaone assunse molta importanza durante la permanenza degli Estensi ad Este (1056-1239) e prima del loro trasferimento a Ferrara: fu proprio nel più sicuro castello di Calaone che la corte svolse la sua vita durante le feroci guerre con Ezzelino e i padovani. In questo periodo, e prima della definitiva distruzione del castello ad opera dei padovani, Calaone attirò menestrelli da tutta Europa che vennero al castello per cantare poesie alle nobili donne Estensi.
Nel XII secolo Ezzelino I da Romano detto il "Balbo", figlio di Alberico I, della famiglia degli Ezzelini sposò Auria, figlia di Riccardo dei Conti da Baone: Ezzelino I fu castellano di Onara, di Romano, Bassano e Godego.
Successivamente Palma Novella, figlia di Ezzelino II il Monaco, sposerà un Alberto da Baone.
La frazione di Calaone e il Monte Cero furono alcune delle località interessate dalle vicende umane e storiche che si svolsero tra l'XI secolo e il XIII secolo e dalle numerose proprietà che videro protagonisti i vari componenti della famiglia degli Ezzelini, proprietà che furono certosinamente accertate, censite e documentate dopo la loro definitiva sconfitta avvenuta nel 1260.
Nel settembre 1904, sulle colline adiacenti a Ca' Barbaro, venne effettuato il primo volo aeronautico italiano, dal pioniere Aldo Corazza, che percorse alcune centinaia di metri in volo librato, a bordo del libratore biplano Corazza I, di sua costruzione.

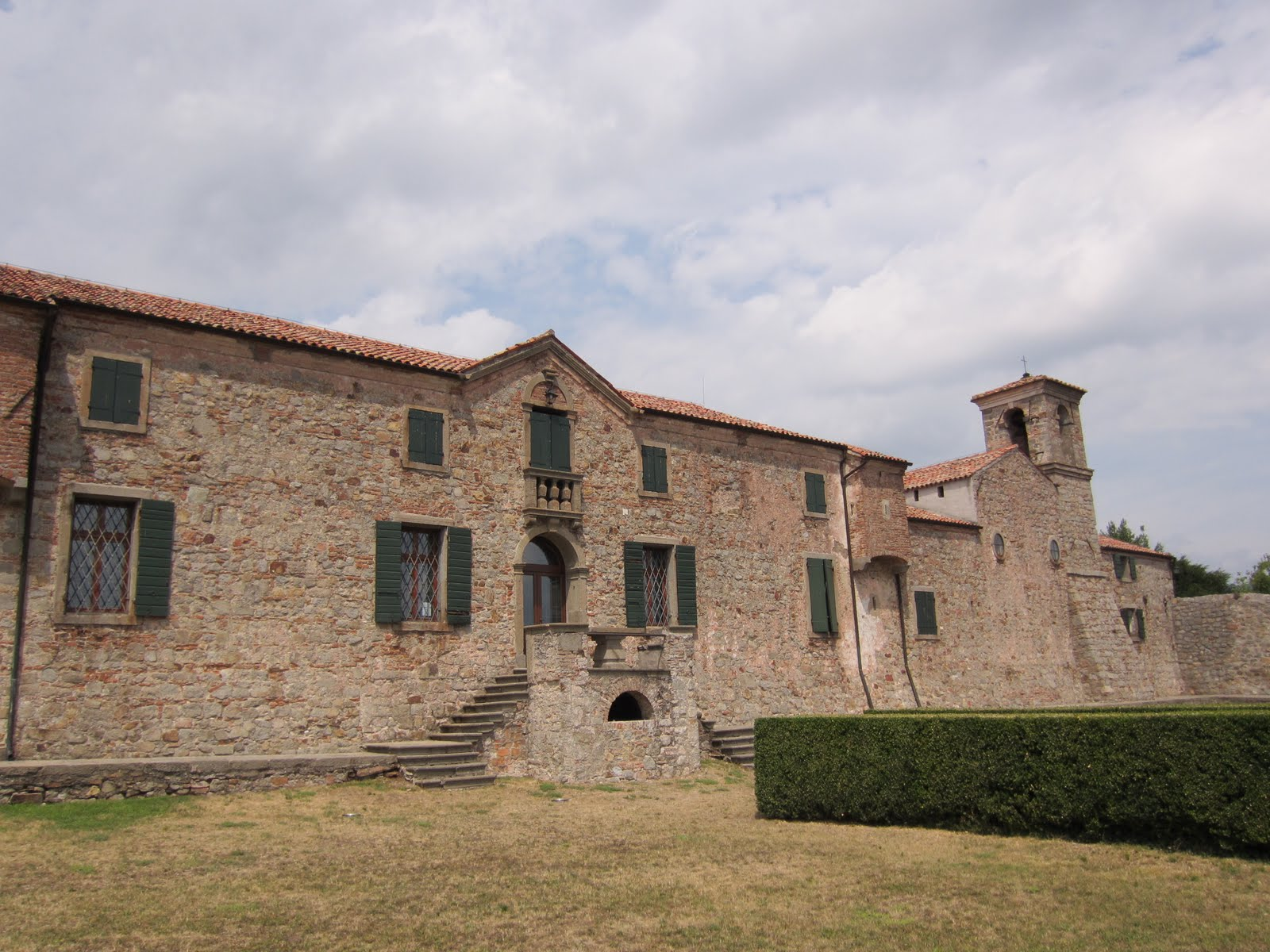
Convento Monte Gemola

### Il territorio di Baone
Interventi significativi per il territorio furono la bonifica della valle di Baone, compiuta dai veneziani nel Cinquecento, e lo sfruttamento delle risorse naturali, come le acque termali della Val Calaona e l'attività estrattiva nel monte Buso (ormai scomparsa) e poi sui monti Cero, Murale, Gula e in località Piombà (attiva ancora nei primi anni del XXI secolo).

## Monumenti e luoghi d'interesse

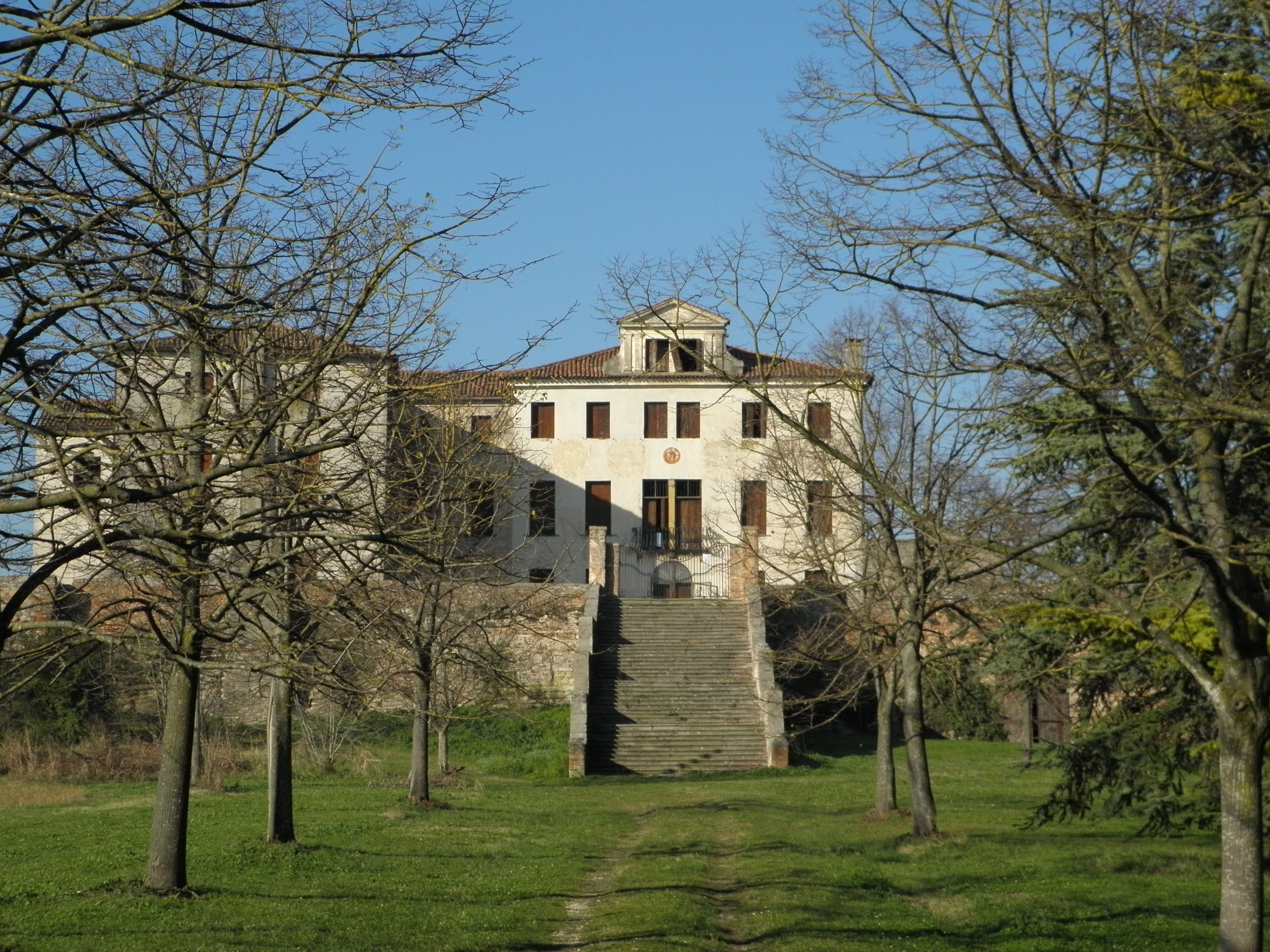
Villa Ca' Barbaro

Nella località di Salarola, a pochi passi dal centro di Calaone, si trovano i ruderi della prima comunità ove si ritirò la beata Beatrice I d'Este, mentre nella frazione di Valle San Giorgio si trova Villa Beatrice d'Este, l'ex monastero sul monte Gemola ove la beata trascorse vari anni fino alla sua morte, e dove si rifugiò la beata Beatrice III d'Este regina d'Ungheria dopo la morte del re Andrea II Arpad.
Di epoca successiva, alle famiglie padovane e veneziane si devono alcune ville e palazzi presenti nel territorio: Ca' Venier, sulla piazza di Baone, Ca' Orologio, a poca distanza, Villa Mantua Benavides, a Valle San Giorgio, e Ca' Barbaro, nell'omonima località.
Nella Frazione di Valle San Giorgio si trova la Chiesa di San Giorgio (Baone). Risalente forse a prima dell'anno 1000, era dedicata, in principio, ai santi Felice e Fortunato, martirizzati sotto le persecuzioni contro i cristiani degli imperatori romani Diocleziano e Massimiano. La chiesa è  stata citata anche da un documento ufficiale della fine del XIII secolo ed ha avuto vari rimaneggiamenti strutturali fino ad essere riconsacrata nel 1886, con un nuovo campanile adiacente alla struttura stessa.
Le già citate Terme della Val Calaona furono un importante centro di benessere per tutto il XIX secolo, ma il degrado in cui versavano al tempo della Grande Guerra portò alla chiusura dello stabilimento (1921) e all'abbandono di questa risorsa tuttora inutilizzata.
A fine anni novanta in località Rivadolmo è stato inaugurato anche il Parco Comunale delle Ginestre, un'ex area di cava riconvertita in giardino botanico e struttura didattica.

## Società

### Evoluzione demografica
Abitanti censiti

## Cultura

### Eventi
Numerose sono le manifestazioni organizzate dalle quattro comunità nel corso dell'anno.
- A Baone centro: Festa dei Bisi[9] (fine maggio), Estate in Piazza (ferragosto), Sagra di Santa Croce (settembre).
- A Valle San Giorgio: Festa di San Biagio (febbraio), Festa di San Giorgio (aprile), Maggio in Gemola[10], Festa della Trebbiatura (luglio), Sagra di Santa Marta (luglio), Festa di San Rocco (agosto), Festa d'Autunno (ottobre).
- A Calaone: Ovi a Calaone (lunedì di Pasqua), Sagra di San Gaetano (agosto), Festa dei Marroni (novembre).
- A Rivadolmo: Festa della pizza (maggio/giugno), Sagra di San Luigi (giugno).

## Economia
Il comune ha un'economia in prevalenza agricola e vitivinicola, mentre la vicinanza ai centri di Este e Monselice ha reso possibile un limitato insediamento di attività commerciali e industriali, preservandone il territorio.
A partire dagli ultimi decenni del Novecento, l'attività agricola e vitivinicola di puro sostentamento si è trasformata in produzioni di qualità, che hanno valorizzato il territorio e le aziende locali.
Prodotto per eccellenza del territorio di Baone è il vino, del quale vengono prodotte numerose varietà a Denominazione di Origine Controllata, grazie soprattutto al clima mite e alla particolare conformazione del territorio. Notevole anche la quantità e le varietà di miele prodotte da numerose aziende e privati, come anche dell'olio d'oliva.
Una recente manifestazione, la Festa dei Bisi, sorta nel 1999, ha rispolverato Baone come luogo privilegiato per la produzione e il commercio dei piselli. A seguito di tale iniziativa è nata a Baone anche "Bisi&Bisi", un'associazione dei produttori dei piselli dei Colli Euganei, con l'obiettivo di promuoverne la conoscenza e il consumo presso i consumatori e la ristorazione.
Nel 2018 il Comune di Baone ha istituito il registro della De.C.O. (Denominazione Comunale di Origine) e nel 2019 i "Bisi" (piselli) di Baone sono stati il primo prodotto ad esservi iscritto.

### Ricettività
Oltre ai numerosi ristoranti ed agriturismi da tempo presenti nel territorio di Baone, sono sorte strutture di accoglienza per visitatori e turisti. Posti letto sono disponibili in agriturismo e B&B in tutte le quattro frazioni, e un camping è disponibile in località Ca' Barbaro.

## Geografia antropica
Il comune è costituito da quattro centri principali: Baone (il capoluogo), Valle San Giorgio, Calaone e Rivadolmo, e da altri di minore importanza: Casette, Ca' Barbaro, Piombà, Preare e Val di Sopra.
Le parrocchie cattoliche del Comune sono quattro: San Lorenzo (Baone), San Giorgio (Valle S.Giorgio), Santa Giustina (Calaone) e San Luigi Gonzaga (Rivadolmo) e dipendono dalla Diocesi di Padova. Nel territorio ci sono inoltre altre chiesette o oratori: San Bellino (Ca' Borini), Madonnetta delle Ave (Ca' Barbaro), San Biagio (Val di sopra) e San Giovanni Battista (Gemola).

## Amministrazione
Costituito come comune nel 1807, dopo alterne vicende in epoca napoleonica che ne videro anche la soppressione, l'autonomia di Calaone e la ricostituzione, l'assetto territoriale definitivo venne raggiunto nel 1850 con la riacquisizione dei territori della Val Calaona dopo la disputa con il Comune di Este. Dal 1866 entra a far parte del Regno d'Italia. Dal punto di vista organizzativo, il Comune di Baone ha fatto parte dell'Unione dei Comuni - Colli Euganei fino al 31.12.2019 assieme ad Arquà Petrarca e Cinto Euganeo, e ne ha ospitato la sede presso Villa Mantua Benavides a Valle San Giorgio dal 2002 al 2015, fino al trasferimento presso il Municipio di Baone.

### Sindaci
| Periodo | Periodo | Primo cittadino         | Partito                     | Carica                    | Note                                                       |
| ------- | ------- | ----------------------- | --------------------------- | ------------------------- | ---------------------------------------------------------- |
| 1946    | 1956    | Ottavio Veronese        |                             | Sindaco                   | Rieletto nel 1951.                                         |
| 1956    | 1970    | Giuseppe Lisato         |                             | Sindaco                   | Rieletto nel 1960 e nel 1964.                              |
| 1970    | 1980    | Valentino Corso         |                             | Sindaco                   | Rieletto nel 1975.                                         |
| 1980    | 1985    | Mario Simonato          |                             | Sindaco                   |                                                            |
| 1985    | 1992    | Pier Giorgio Ferraretto |                             | Sindaco                   | Rieletto nel 1990.                                         |
| 1992    | 1995    | Antonio Giona           |                             | Sindaco                   |                                                            |
| 1995    | 2004    | Francesco Corso         | Baone Domani (Lista civica) | Sindaco                   | Rieletto nel 1999.                                         |
| 2004    | 2009    | Antonella Buson         | Baone Domani (Lista civica) | Sindaco                   |                                                            |
| 2009    | 2014    | Francesco Corso         | Baone Domani (Lista civica) | Sindaco                   |                                                            |
| 2014    | 2014    | Aldo Luciano            | -                           | Commissario Straordinario | Nominato a seguito di scioglimento del Consiglio Comunale. |
| 2014    | 2019    | Luciano Zampieri        | Baone Domani (Lista civica) | Sindaco                   |                                                            |
| 2019    |         | Francesco Corso         | Ciwikamente (Lista civica)  | Sindaco                   |                                                            |

### Gemellaggi
- Coudoux[14]

## Sport
Frequenti nel territorio comunale sono gli eventi sportivi di tipo podistico e le gare di mountain bike sui sentieri dei colli.

## Testi e approfondimenti
Il lavoro più approfondito sul comune di Baone è l'opera di Francesco Selmin, Storie di Baone (1999). Gli aspetti naturalistici sono trattati in Antonio Mazzetti, I percorsi di Baone (2000), mentre numerosi opuscoli e cartine sono reperibili nei punti informativi del Parco dei Colli Euganei, uno dei quali è attualmente collocato a Baone, in piazza XXV Aprile. Nel 2023 il Comune di Baone pubblica la Storia dell'evoluzione amministrativa del Comune di Baone dal 1866 ad oggi, a cura di Paolo Bonaldi.
Per quanto riguarda i luoghi della vita della corte Estense nel castello di Calaone, riferirsi all'opera Beata Beatrice II di Faustino Mostardi, che riporta Luce in Calaone proprio come titolo del primo capitolo. Nella stessa opera vi sono riportati versi dei trovatori che elogiavano le donne della casata estense, e alcuni scorci di vita della Beata Beatrice I e di Beatrice III a Salarola e al monastero del Gemola.
La rivista Reti Medioevali riporta in un saggio di Andrea Castagnetti molte notizie storiche relativamente ai territori di Este, Calaone, Baone e Monselice.